# Palais de Holyrood
 (janvier 2019).
Si vous disposez d'ouvrages ou d'articles de référence ou si vous connaissez des sites web de qualité traitant du thème abordé ici, merci de compléter l'article en donnant les références utiles à sa vérifiabilité et en les liant à la section « Notes et références ».
Le palais de Holyrood (Palace of Holyroodhouse est le nom anglais. En scots, Haly ruid signifie « Sainte croix ») se situe à Édimbourg en Écosse, dans le bas du Royal Mile, l’artère principale qui relie le palais de Holyrood au château d'Édimbourg.
C'est à l’origine un monastère fondé par le roi d'Écosse, David Ier en 1128. Il a servi comme résidence principale des rois et reines d’Écosse depuis le XVe siècle ainsi qu'à tous les souverains britanniques lors de leurs séjours officiels en Écosse.
On utilise parfois le terme palais de Holyrood, ou simplement Hollyrood, pour désigner le Parlement écossais.

## L’abbaye
L’abbaye de l’ordre de saint Augustin a été construite en 1128 à la demande du roi David Ier d'Écosse. La légende veut que David ait été attaqué par un cerf alors qu’il chassait, et dans un geste défensif, prenant le cerf par les bois, s’aperçut qu’il tenait un crucifix avant qu'il ne s’échappe. C’est pour montrer sa reconnaissance envers Dieu que David aurait fondé l’abbaye à cet endroit.
L’abbaye a été le lieu de nombreuses cérémonies royales, que ce soit des mariages ou des funérailles.
L’abbaye a été adaptée pour devenir une chapelle de l’ordre du Chardon par Jacques VII d'Écosse, mais elle a été par la suite ravagée lors d'une émeute. En 1691, l’église de Canongate (Kirk of the Canongate) remplaça l’abbaye en tant qu’église paroissiale, où la reine Élisabeth II assistait aux offices religieux lorsqu’elle résidait au palais de Holyrood.
Le toit de l’abbaye s’est écroulé au XVIIIe. L'édifice, resté en l’état, n'est plus qu'une ruine aujourd’hui.

## Le palais

### Fondation

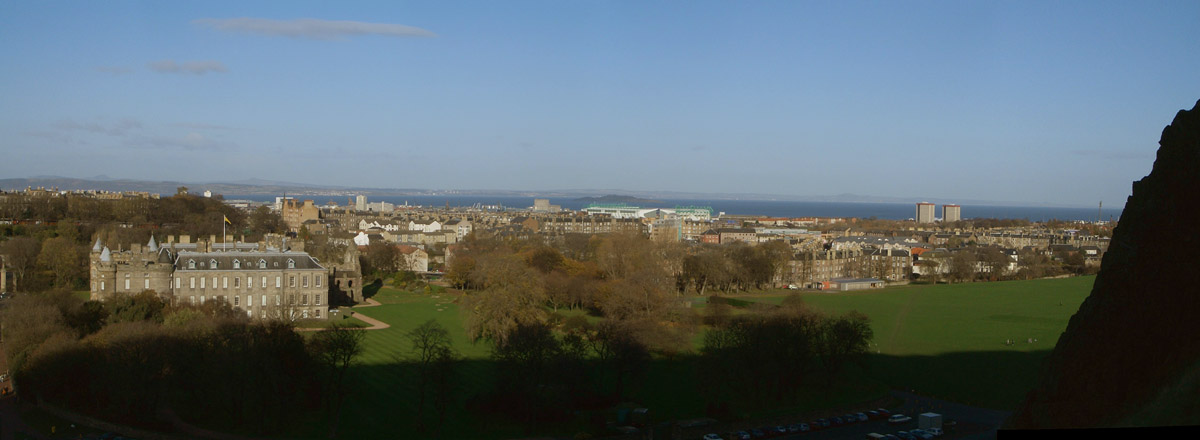
Vue du palais et des jardins depuis le parc de Holyrood.

Au XVe siècle, une maison d'hôtes occupait le site, à l’emplacement actuel de la partie nord du palais. De nombreux rois d’Écosse ont séjourné ici, avant la construction du palais ; à la fin du XVe siècle Holyrood n’était une résidence royale que de nom. Jacques II y est né en 1430, y a été couronné, s’y est marié et y est enterré. Entre 1498 et 1501, Jacques IV fit construire un nouveau bâtiment et Holyrood devint un palais au vrai sens du terme.
Le palais fut construit autour d’une cour carrée, à l’ouest du cloître de l’abbaye. À l’intérieur du palais se trouvaient entre autres une chapelle, les appartements royaux et une grande salle. La chapelle occupait la partie nord de la cour carrée, alors que les appartements de la reine se trouvaient dans l’aile sud. La partie ouest abritait les appartements du roi et l’entrée du palais.

### Aménagements
Jacques V d'Écosse fit des ajouts entre 1528 et 1536, dont la tour nord-ouest, toujours visible. C’est dans cette tour que sont les appartements qu'occupa Marie Stuart.

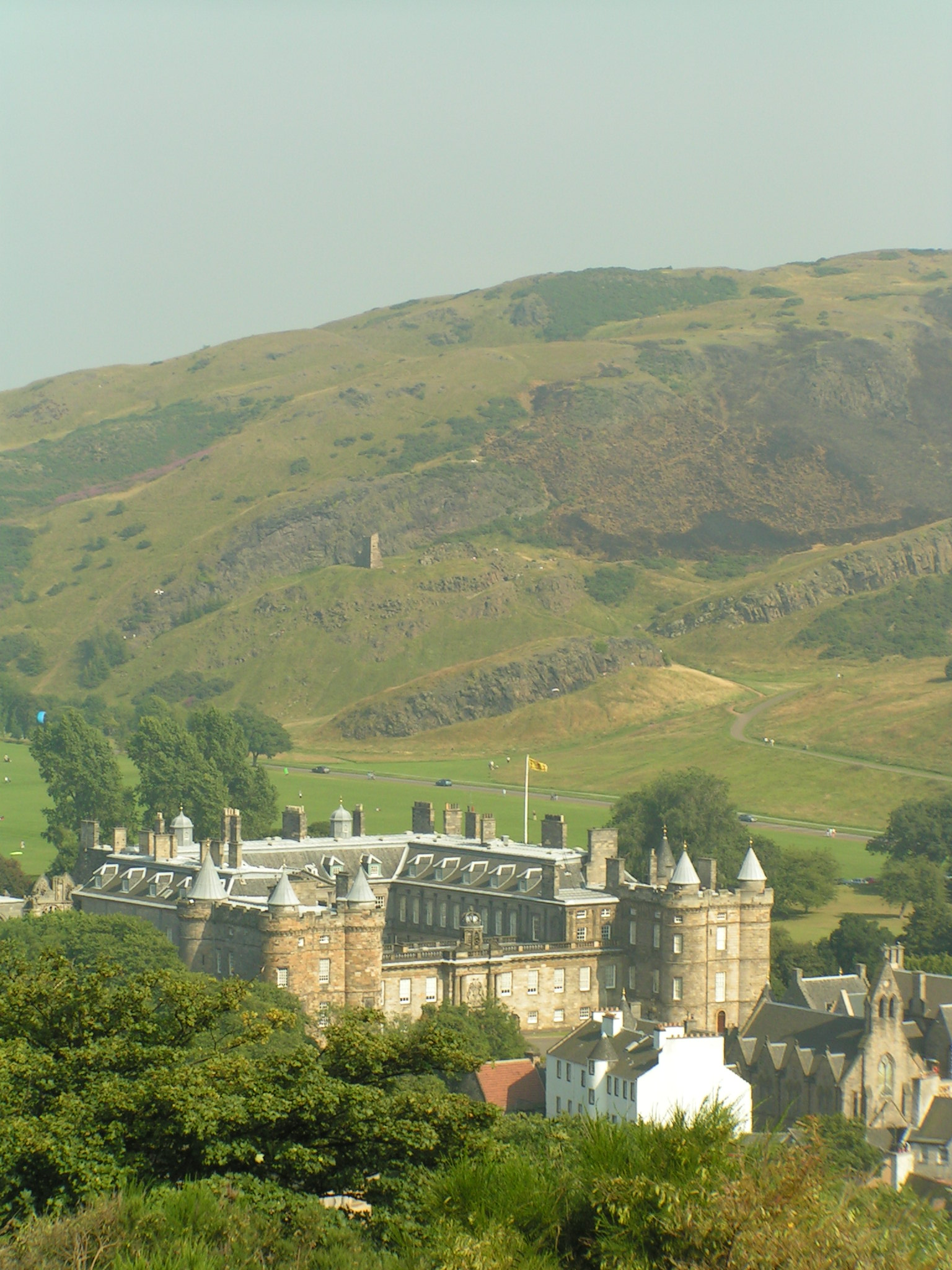
Vue du palais depuis Calton Hill.

Le plafond en bois des pièces principales est de l'époque de Marie Stuart et les monogrammes MR (Maria Regina) et IR (Jacobus rex) font référence à Marie et son fils, Jacques VI d'Écosse. Les boucliers commémorant le mariage de Marie Stuart et du roi de France François II auraient été taillés en 1559, mais mis à leur place actuelle en 1617. Les appartements contiennent une chambre d’audience et la chambre de la reine, de laquelle on accède à deux pièces dans la tourelle. C’est dans la chambre nord que le 9 mars 1566 eut lieu le meurtre de David Rizzio (le secrétaire particulier de Marie Stuart) en présence de Marie. Le corps fut laissé à même le sol pendant neuf jours, rendant les traces de sang toujours visibles.[réf. nécessaire]

### Histoire
Une fois Jacques VI devenu roi d’Écosse et d’Angleterre en 1603, le palais ne fut plus le siège permanent de la cour royale. Jacques VI se rendit au palais encore une fois en 1617, comme Charles Ier quand il vint se faire couronner roi d’Écosse à l’abbaye de Holyrood.
En 1650, le palais fut brûlé lorsque les troupes d'Oliver Cromwell y logèrent. La forme actuelle du palais date de 1671 et 1679, période de travaux entrepris par Charles II et William Bruce.
Après la Révolution française, George III permit au plus jeune frère de Louis XVI, le comte d’Artois, de vivre à Holyrood. La famille royale française reviendra au palais lors de son second exil, de 1830 à 1832, avant de s’installer en Autriche.

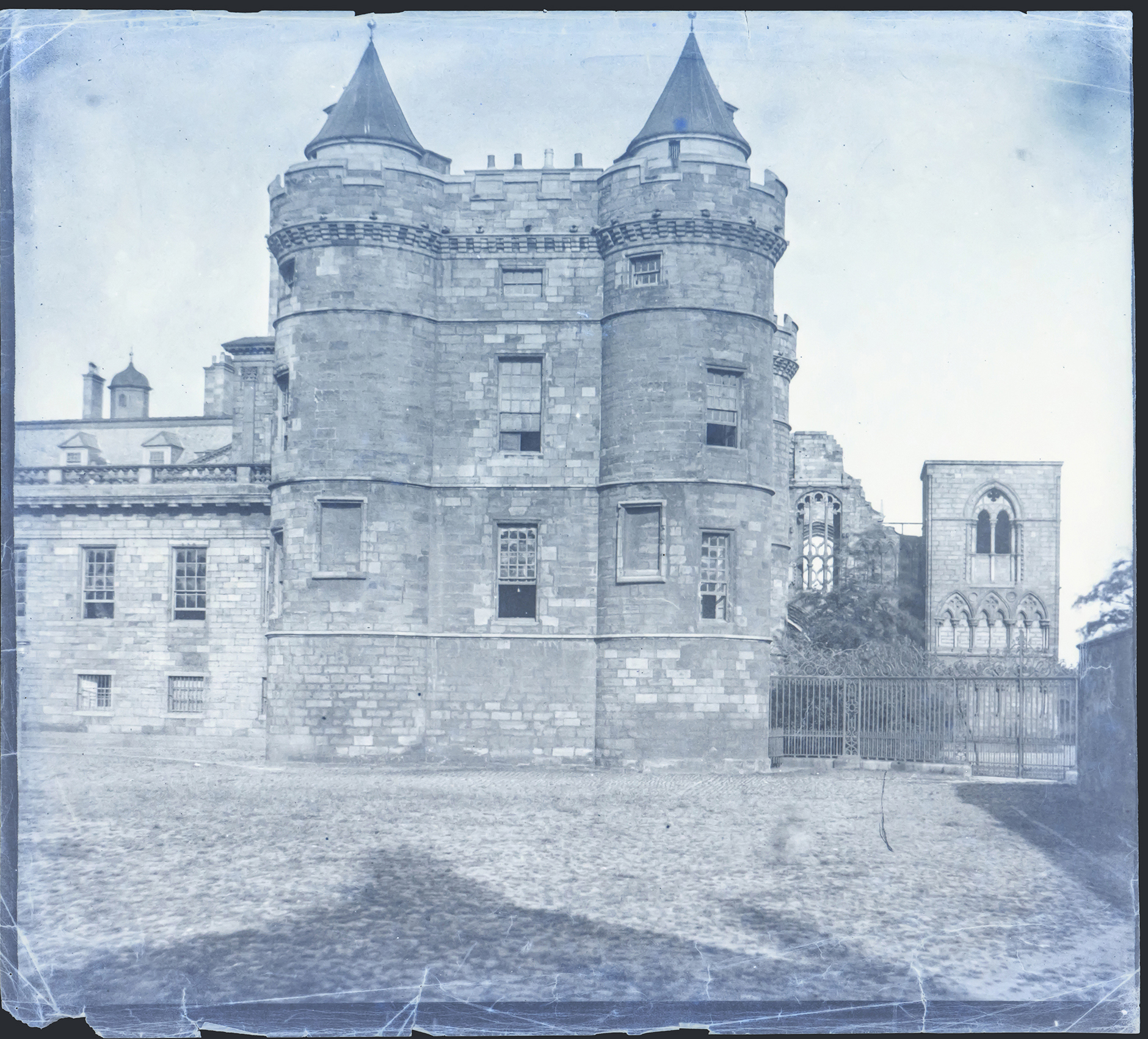
Palais de Holyrood, négatif de papier paraffiné par Thomas Keith, c. 1856. Department of Image Collections, National Gallery of Art, Washington DC.

Ce domaine reçut une franchise accordant l'immunité à tout justiciable fuyant la justice, qui fut restreinte aux débiteurs. Ces débiteurs devaient payer un droit d'entrée et ne jamais en ressortir plus de quinze jours, ni entreprendre de démarche pour partir, à part dans certains cas tels que le dimanche ou pour être assignés à témoigner. Ils vivaient sous l'autorité d'un bailli nommé par le gardien du palais. Le comte d'Artois fut un des bénéficiaires de ce privilège.

### Ère moderne

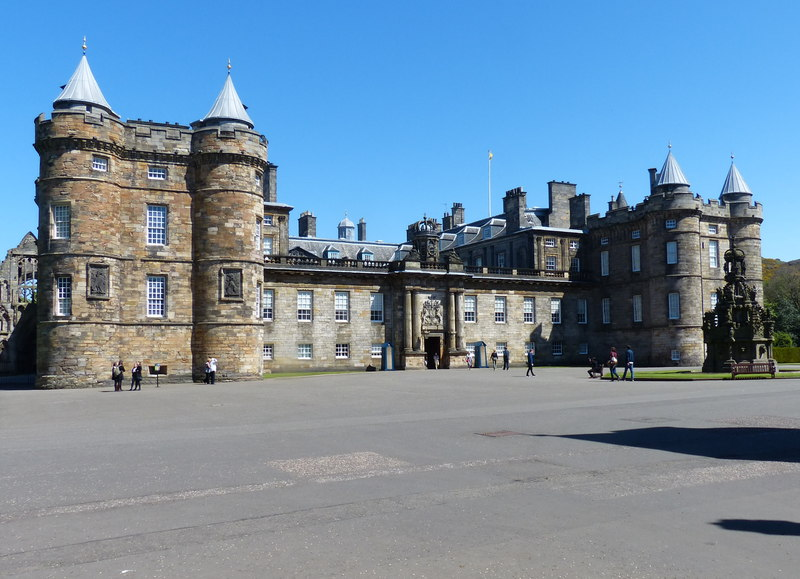
Vue du palais de Holyrood.

Dans les temps modernes, les monarques britanniques ont toujours passé au moins une semaine par an au palais. La reine Élisabeth II l’utilisait toujours lorsqu’elle était en visite en Écosse pour des affaires d’État.
Le rôle du palais s’est accru depuis l’ouverture du parlement écossais en 1999, et de multiples membres de la famille royale, dont Charles III, ou la princesse Anne, y séjournent régulièrement. Il a été suggéré qu’un membre de la famille royale soit accueilli à plein temps au palais afin de représenter la reine (on a souhaité que ce soit la princesse Anne, qui possède de fortes relations avec l’Écosse).
La reine Élisabeth II rencontre le Premier ministre d’Écosse à Holyrood. Pendant la présidence britannique de l’Union européenne, une réunion du Conseil européen s’y est déroulée.
Le palais est ouvert au public pendant les périodes de non-résidence du roi ou d’un membre de la famille royale.
Le parlement écossais est situé de l’autre côté de la rue, face au palais.

### Galerie d'images

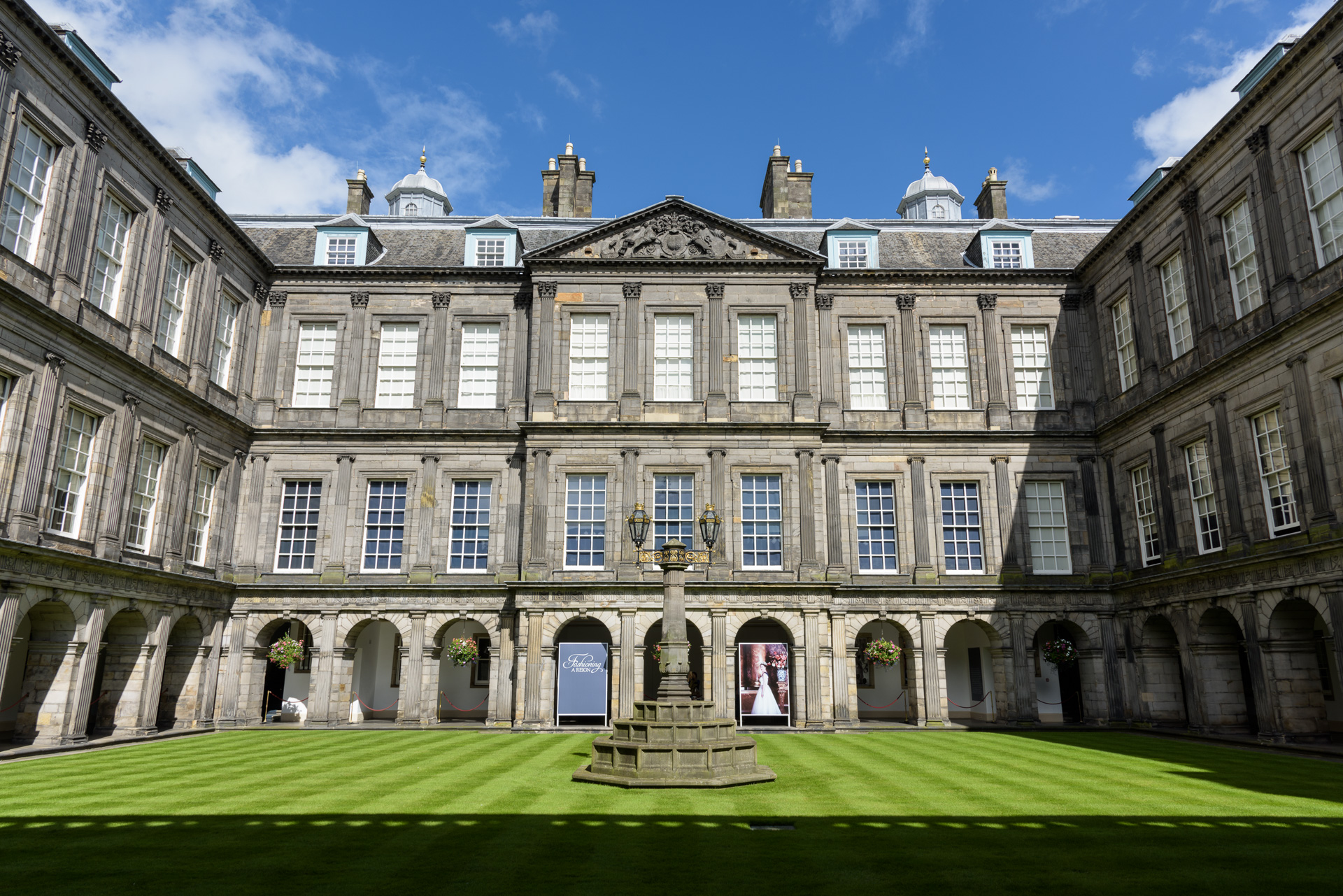
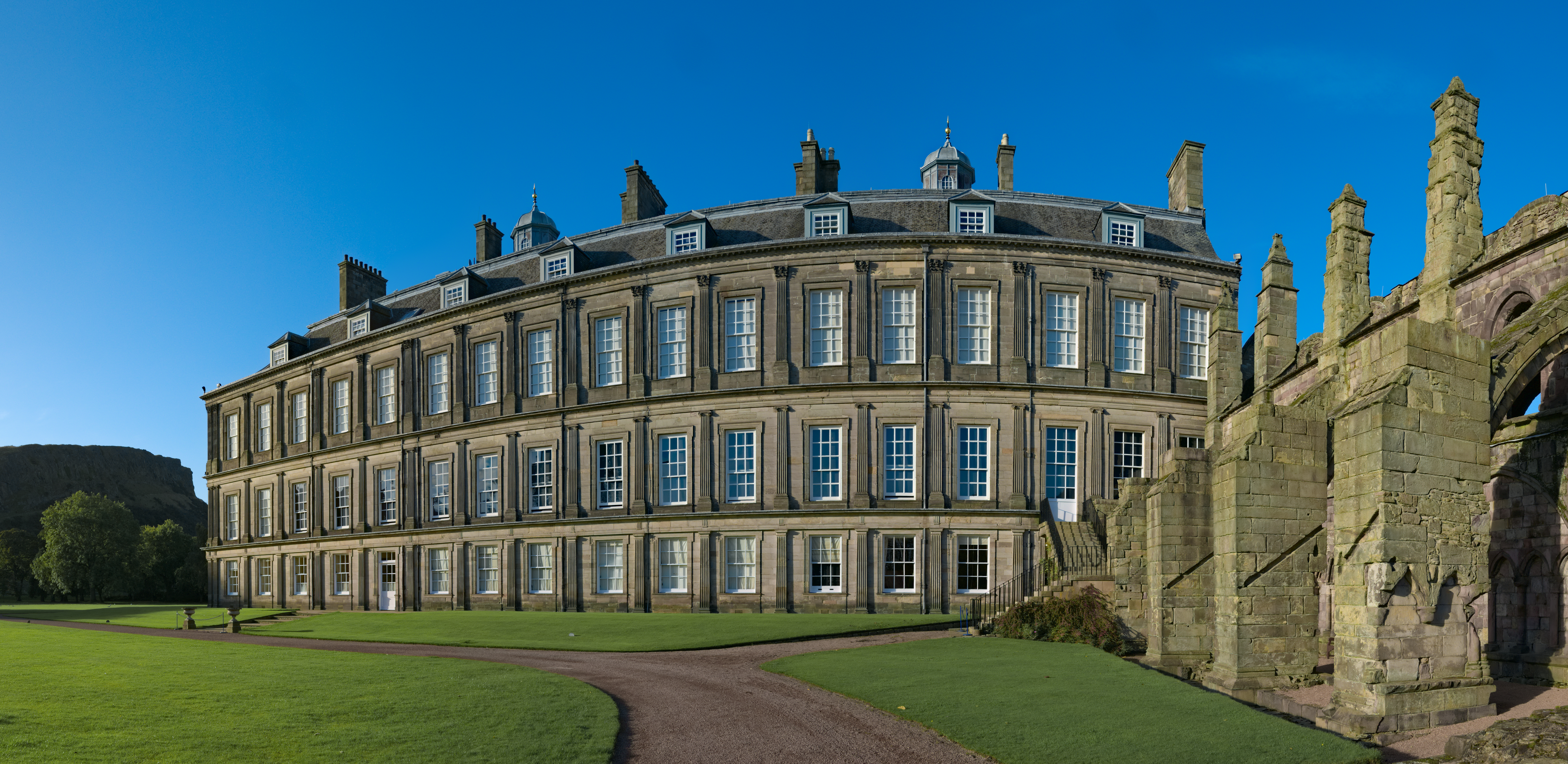
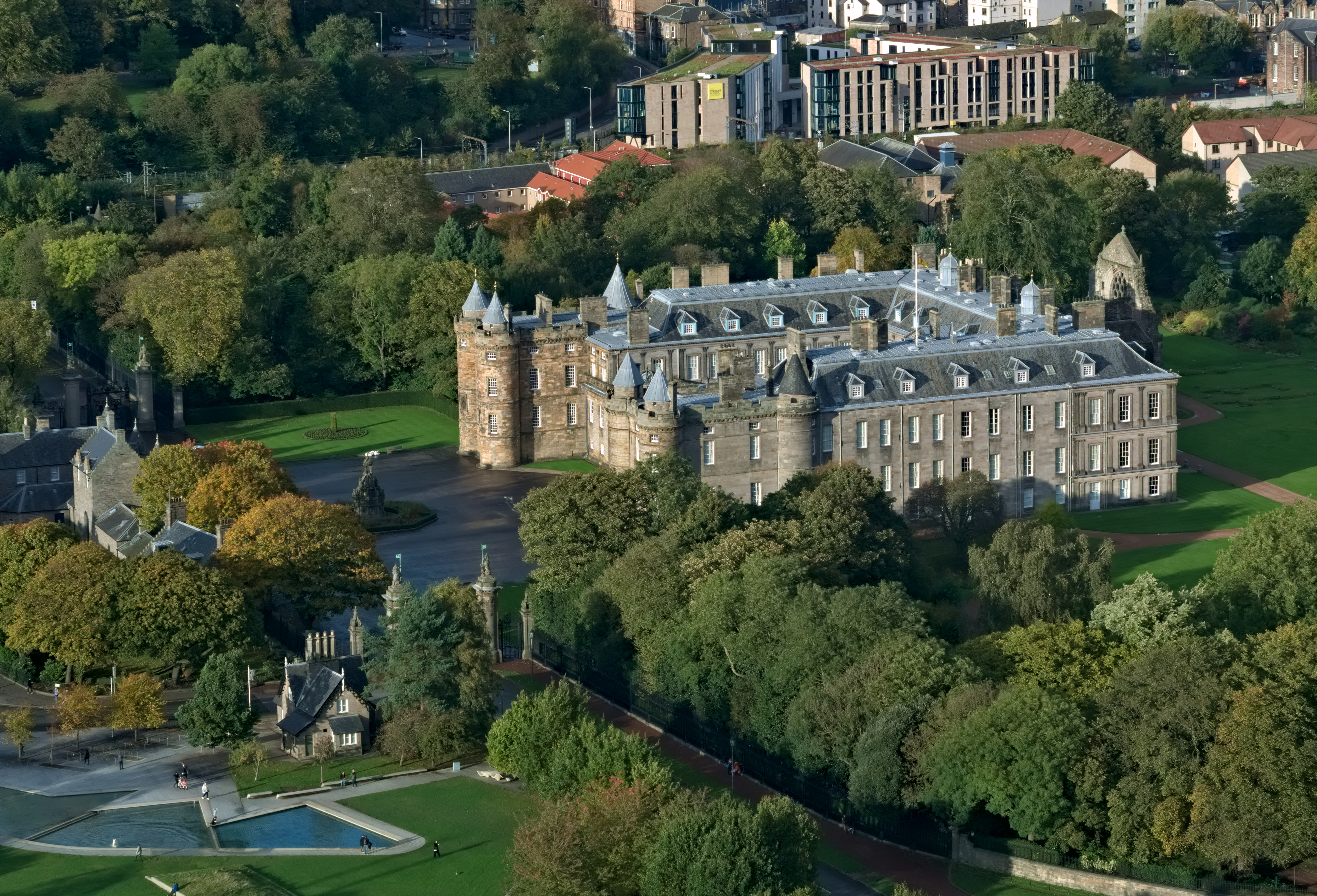
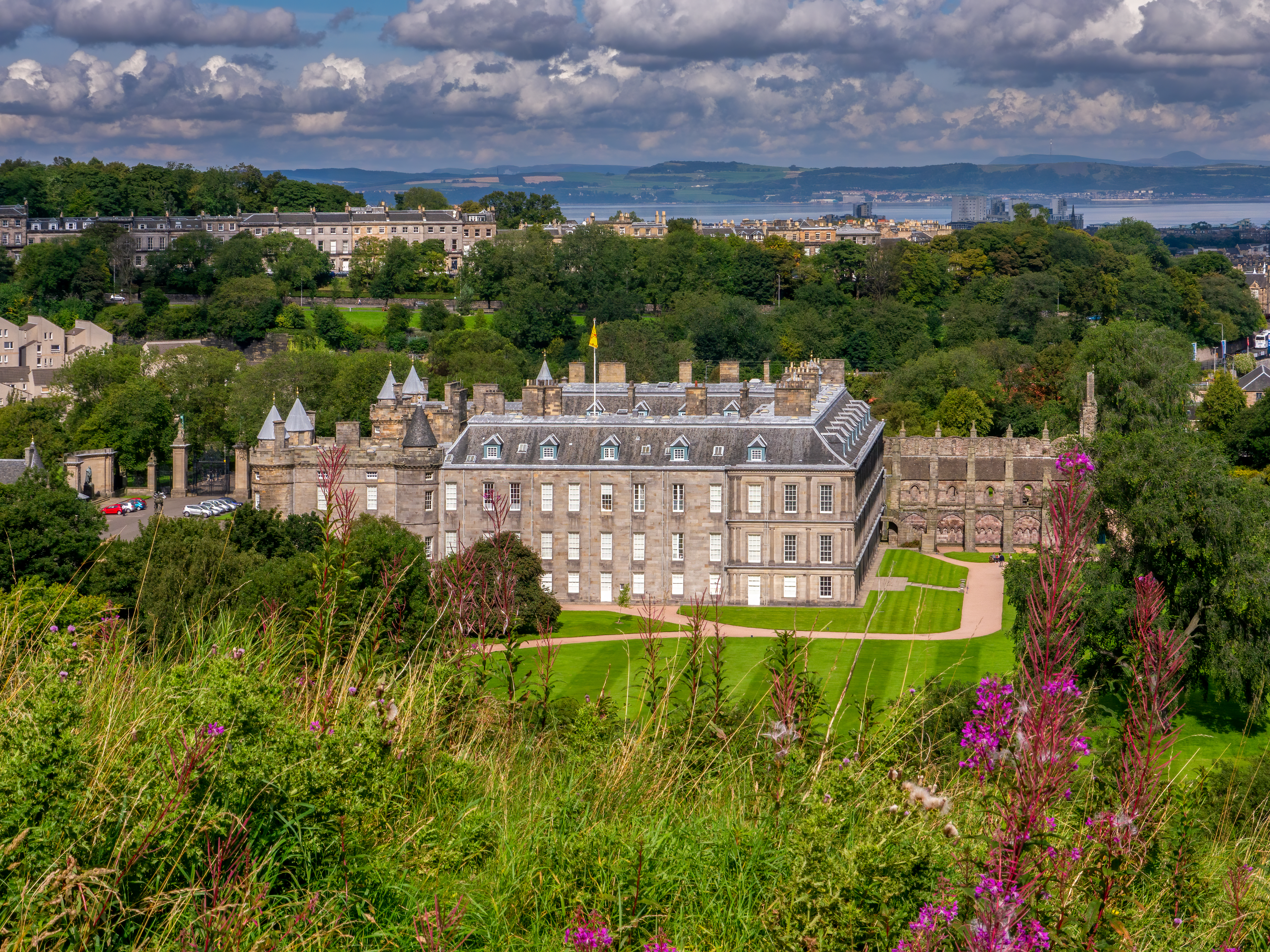
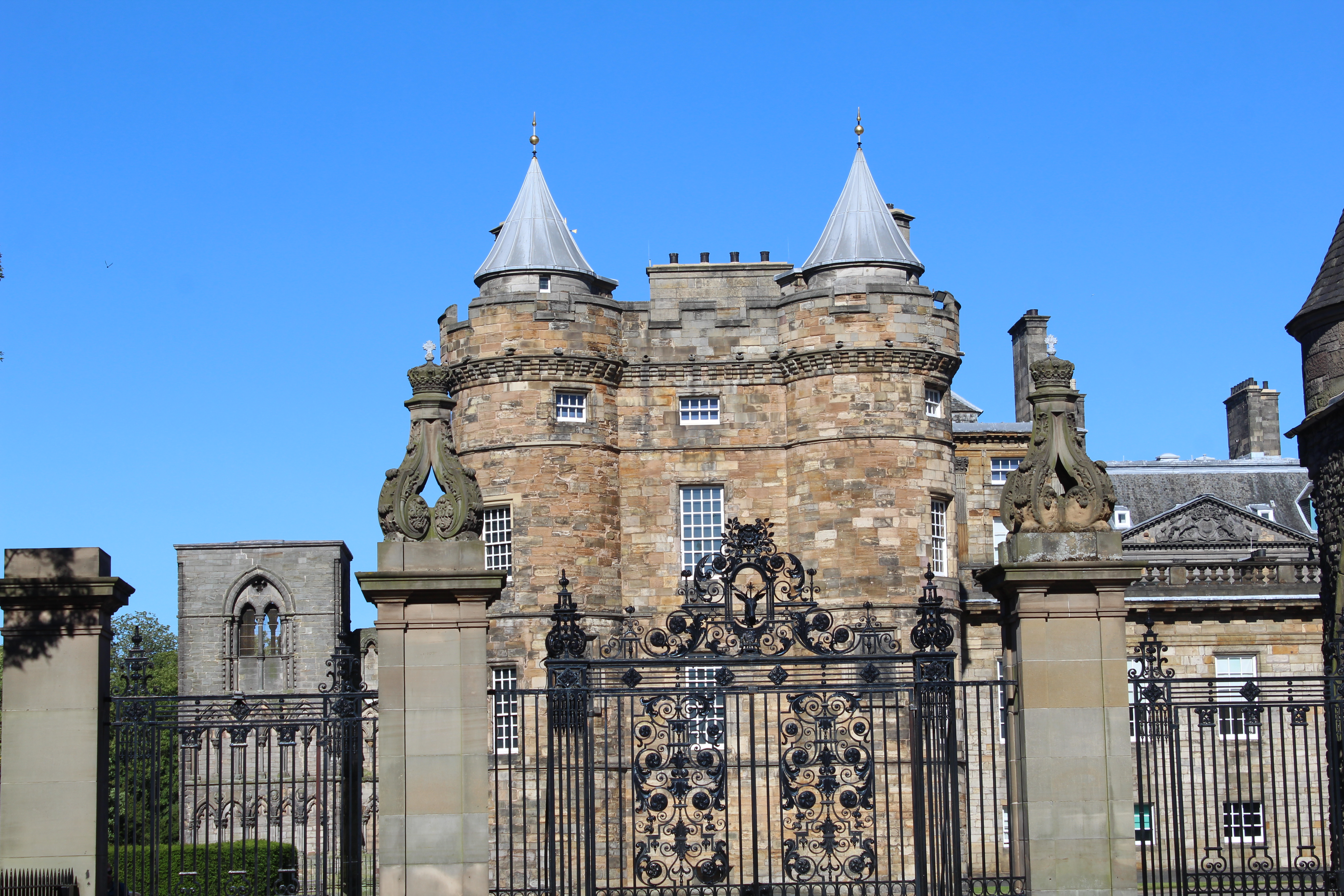